# Nanporo
Nanporo (japanska: 南幌町?, Nanporo-chō) är en landskommun (köping) i Hokkaido prefektur i Japan. 